# Пинтурикио
Бернардино ди Бето, по-известен като Пинтурикио или Пинторикио (на италиански: Bernardino di Betto, Pintoricchio, Pinturicchio) е италиански ренесансов художник. Роден е около 1454 г. в Перуджа, умира на 11 декември 1513 г. в Сиена. Ученик е на Перуджино. Като негов асистент участва в рисуването на фреските в Сиенска катедрала.
Изписал е много църкви, параклиси и библиотеки. Най-известните му фрески са:
- Фрески в църквата Санта Мария дел Пополо в Рим;
- Фрески от живота на папа Пий II в библиотеката на Пиколомини в Сиенска катедрала;
- Фрески в Сикстинската капела в Рим;
- Фрески в Апартаменти Борджа във Ватиканския дворец в Рим;
- Фрески в Палацо Колона в Рим;
- Фрески в капелата на епископа на Ероли в катедралата Санта Мария Дел Асунта в Сполето.

Сред по-известните му картини тип кавалетна живопис са:
- „Св. Катерина“, изложена в Националната галерия, Лондон;
- „Мадона“ в катедралата в Сан Северино Марке;
- „Портрет на момче“ в Галерия на старите майстори, Дрезден;
- „Аполон и Марс“ в Лувъра, Париж;
- „Мадона от Монтеоливето“ в градската галерия в Сан Джиминяно;
- „Короноването на девицата“ във Ватикана;
- „Завръщането на Одисей“ в Националната галерия, Лондон.